# China Hongqiao Group
China Hongqiao Group, «Чайна Хунцяо Груп» — китайская компания, с 2015 года крупнейший в мире производитель алюминия. Штаб-квартира расположена в городском уезде Цзоупин городского округа Биньчжоу провинции Шаньдун. Зарегистрирована на Каймановых островах. В списке крупнейших компаний мира Forbes Global 2000 за 2021 год заняла 646-е место (816-е по размеру выручки, 435-е по чистой прибыли, 1126-е по активам и 1298-е по рыночной капитализации).

## История
«Группа Хунцяо» образовалась в 2010 году в ходе реорганизации нескольких компаний, контролировавшихся Чжаном Шипином (Zhang Shiping). Компания Shandong Hongqiao была основана в 1994 году как совместное предприятие с уставным капиталом 3 млн долларов и занималась пошивом джинсов. К 2007 году она прекратила эту деятельность и начала строительство алюминиевого завода производительностью 160 тысяч тонн в год; эксплуатация завода началась в 2010 году.
В 2006 году была основана компания Marine Chemical; её основным видом деятельности стало производство каустической соды (катализатора при переработке бокситов в оксид алюминия). В 2002 году была зарегистрирована компания Aluminum & Power, которая приобрела некоторые активы по производству оксида алюминия. В феврале 2010 года на Каймановых островах была зарегистрирована China Hongqiao Group, ставшая холдинговой компанией для всех этих компаний.
24 марта 2011 года акции компании были размещены на Гонконгской фондовой бирже. В 2016 году был открыт завод в Индонезии производительностью 1 млн тонн, в 2021 году открытие второй очереди проекта удвоило выпуск продукции. В сентябре 2020 года начал работу новый завод по выплавке алюминия в провинции Юньнань производительностью 1 млн тонн в год.

## Собственники и руководство
Крупнейшим акционером компании является Weiqiao Pioneering Group через зарегистрированный на Британских Виргинских островах China Hongqiao Holdings (68,44 % акций); значимый пакет акций имеется у CITIC Limited (9,88 %).
Чжан Бо (Zhang Bo 張波, род. в 1969 году) — главный исполнительный директор с января 2011 года, председатель совета директоров с мая 2019 года; в компании с 2006 года. Его отец, Чжан Шипин, является основателем компании, а мать, Чжэн Шулян, с 2011 года занимает пост вице-председателя компании. Семья Чжэн Шулян входит в число самых богатых людей Китая.

## Деятельность
Китай является крупнейшим производителем и потребителем алюминия — из 65,32 млн тонн, произведённых в мире за 2020 год, 37,3 млн тонн пришлось на КНР, потребление в Китае составило 38,35 млн тонн. На China Hongqiao пришлось 5,62 млн тонн алюминиевой продукции.
Основные производственные мощности находятся в провинции Шаньдун и используют электроэнергию, производимую на угольных тепловых электростанциях (в основном принадлежащих компании); с 2019 года компания перемещает производственные мощности в богатые гидроэнергией южные провинции (в частности в Юньнань). Зарубежные операции включают завод в Индонезии и долю в компании по добыче бокситов в Гвинее.
По итогам 2020 года выручка China Hongqiao Group составила 86,1 млрд юаней, из которых 82,3 млрд пришлось на КНР, 839 млн юаней — на Индию, 716 млн юаней — на страны Европы, 651 млн юаней — на Малайзию, 614 млн юаней — на другие страны Юго-Восточной Азии, 558 млн юаней — на Северную Америку. По видам продукции на алюминиевые сплавы пришлось 63,2 млрд юаней, на оксид алюминия — 13,5 млрд, на изделия из алюминия — 8,8 млрд юаней.
|                     | 2007  | 2008  | 2009  | 2010  | 2011  | 2012  | 2013  | 2014  | 2015  | 2016  | 2017  | 2018  | 2019  | 2020  |
| ------------------- | ----- | ----- | ----- | ----- | ----- | ----- | ----- | ----- | ----- | ----- | ----- | ----- | ----- | ----- |
| Оборот              | 4,508 | 8,772 | 8,668 | 15,13 | 23,63 | 24,80 | 29,40 | 36,09 | 44,11 | 61,40 | 97,94 | 90,19 | 84,18 | 86,14 |
| Чистая прибыль      | 1,303 | 0,420 | 0,556 | 4,196 | 5,875 | 5,453 | 5,593 | 5,314 | 3,649 | 6,816 | 5,328 | 5,786 | 6,455 | 10,44 |
| Активы              | 9,356 | 11,15 | 11,39 | 13,35 | 29,67 | 44,38 | 65,18 | 83,43 | 106,4 | 142,5 | 158,7 | 176,7 | 179,6 | 181,5 |
| Собственный капитал | 2,151 | 2,580 | 3,147 | 7,303 | 18,40 | 22,34 | 26,88 | 32,43 | 36,24 | 45,69 | 53,74 | 62,62 | 66,02 | 76,80 |

## Дочерние компании
Основные дочерние компании по состоянию на 2020 год:
- Binzhou Hongzhan Aluminum Technology Co., Ltd.
- Zouping Hongfa Aluminum Technology Co., Ltd.
- Shandong Hongbin International Business Co., Ltd.
- Binzhou Municipal Beihai Xinhe New Material Co., Ltd.
- Hongchuang (28,18 %)
- Chongqing Weiqiao (65 %)
- Yunnan Hongtai New Material Co., Ltd. (75 %)
- Yunnan Hongqiao New Material Co., Ltd.
- Shandong Weiqiao Lightweight Material Co., Ltd.